# (3859) Börngen
(3859) Börngen es un asteroide perteneciente al cinturón de asteroides, descubierto el 4 de marzo de 1987 por Edward Bowell desde la Estación Anderson Mesa (condado de Coconino, cerca de Flagstaff, Arizona, Estados Unidos).

## Designación y nombre
Designado provisionalmente como 1987 EW. Fue nombrado Börngen en honor al astrónomo alemán Freimut Börngen.

## Características orbitales
Börngen está situado a una distancia media de 3,196 ua, pudiendo alejarse un máximo de 3,645 ua y acercarse un máximo de 2,746 ua. Tiene una excentricidad de 0,140. 

## Características físicas
Este asteroide tiene una magnitud absoluta de 12,0.